# Santa Fe de Besalú
Santa Fe de Besalú és una antiga església de Besalú (Garrotxa) declarada bé cultural d'interès local. És coneguda des d'època moderna sota l'advocació de Sant Jaume. És situada davant l'església de l'antic monestir de Sant Pere, a l'indret anomenat Prat de Sant Pere on, fins al començament del segle xix, hi hagué un antic cementiri monacal del qual era capella.

## Història
La primera notícia documental apareix en la delimitació de drets a Besalú acordada, l'any 1126, per Bernat, abat de Sant Pere, i Albert, prior de la canònica de Santa Maria de Besalú on s'afirma que la jurisdicció del primer s'estenia des de l'església de Santa Fe fins al riu Fluvià. Després, hi ha poques dades sobre l'església de Santa Fe. L'any 1235, en el testament del clergue de Sant Martí de Capellada apareix «Sancta Fide». En la venda d'una casa feta el 1524 per Isabel Oliver a Elionor Català s'esmenta l'església de Santa Fe com a afrontació. Dues notícies marginals i molt allunyades en el temps. L'any 1835, a causa del decret de desamortització, Santa Fe fou tancada al culte i esdevingué propietat de l'estat, que la vengué, juntament amb el monestir i els horts del claustre de Sant Pere a J. Bover per 3.771 duros el 1849. A partir d'aquest moment passà per diversos propietaris, entre ells la Germandat de Pagesos i fou utilitzada com a magatzem. Després de la guerra civil (1936-1939) fou adquirida per la família Solà-Morales. En l'actualitat és un restaurant.

## Arquitectura
L'estructura original ha estat molt alterada per la supressió d'un probable absis de la façana de llevant, situat a l'indret on actualment s'obre la porta. L'edifici, de reduïdes dimensions, consta d'una sola nau rectangular, coberta amb volta de canó i teulada de dues aigües. A la façana sud s'obre una finestra de doble esqueixada amb arc de mig punt prop del lloc on sembla que s'obria la porta original i que conserva encara el ràfec de pedra original. L'aparell, en les parts visibles,l és de petits carreus no gaire escairats amb una talla més acurada en elements singulars com la finestra que, d'altra banda, sembla modificada com ho ha estat tot el conjunt. Amb certes reserves, se li atribueix una filiació corresponent a les formes senzilles de l'arquitectura del segle xii.